# 亚美尼亚德拉姆符号

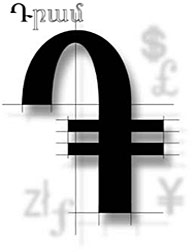
代表亚美尼亚德拉姆的货币符号“֏”是由“德拉姆”的亚美尼亚语“Դրամ”的首字母“Դ”变化而来的

亚美尼亚德拉姆符号“֏”，是指代表亚美尼亚法定货币德拉姆的货币符号。亚美尼亚德拉姆符号的Unicode编码为“U+058f”，HTML代码为“&#1423;”。
亚美尼亚从苏联宣告独立后发行量本国的法定货币亚美尼亚德拉姆，随着新国币的发行，新货币符号的设计也被提上议程。亚美尼亚有着浓厚的商业氛围，货币符号的诞生也深受商贸活动影响。又因为亚美尼亚独特的字母体系，在政府确定货币符号之前，很多艺术家和商人曾设计出了多种不同的货币符号。